# Turniej o Puchar Rybnickiego Okręgu Węglowego 1973
Puchar Rybnickiego Okręgu Węglowego 1973 – zawody żużlowe, mające na celu wyłonienie zwycięzcy turnieju o Puchar ROW. Zawody w 1973 roku wygrał Władimir Zapleczny.

## Finał
- Rybnik, 14 października 1973
- Sędzia:

| Msc. | Zawodnik            | Klub           | Pkt |             |  |
| ---- | ------------------- | -------------- | --- | ----------- |  |
| 1    | Władimir Zapleczny  | ZSRR           | 14  | (3,2,3,3,3) |  |
| 2    | Paweł Waloszek      | Świętochłowice | 10  | (3,0,3,1,3) |  |
| 3    | Wiktor Trofimow     | ZSRR           | 10  | (0,1,3,3,3) |  |
| 4    | Jerzy Gryt          | Rybnik         | 10  | (0,2,3,3,2) |  |
| 5    | Anatolij Kuźmin     | ZSRR           | 10  | (3,3,2,0,2) |  |
| 6    | Andrzej Wyglenda    | Rybnik         | 10  | (2,3,2,3,0) |  |
| 7    | Walerij Zygaszin    | ZSRR           | 9   | (2,2,0,3,2) |  |
| 8    | Jerzy Szczakiel     | Opole          | 9   | (2,3,u,2,2) |  |
| 9    | Edward Jancarz      | Gorzów Wlkp.   | 8   | (3,2,0,2,1) |  |
| 10   | Oleg Dziadyk        | ZSRR           | 7   | (1,3,1,1,1) |  |
| 11   | Nikolaj Korniew     | ZSRR           | 7   | (2,0,2,2,1) |  |
| 12   | Andrzej Tkocz       | Rybnik         | 6   | (1,1,1,1,2) |  |
| 13   | Antoni Fojcik       | Rybnik         | 4   | (1,0,2,0,1) |  |
| 14   | Grzegorz Szczepanik | Rybnik         | 3   | (1,1,u,1,u) |  |
| 15   | Oleg Galiautdinow   | ZSRR           | 1   | (0,1,u/-)   |  |
| 16   | Wasyl Muraszko      | ZSRR           | 1   | (0,u,1w,,0) |  |
|      | rez. Jan Koczy      | Rybnik         |     | (1,0,0)     |  |